# Clematis tangutica
Clematis tangutica là một loài thực vật có hoa trong họ Mao lương. Loài này được (Maxim.) Korsh. mô tả khoa học đầu tiên năm 1903.

## Hình ảnh

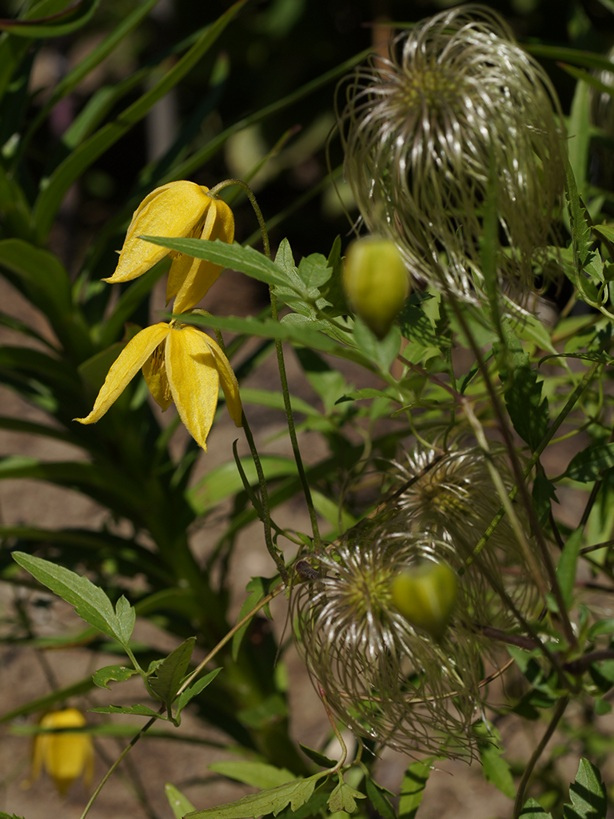
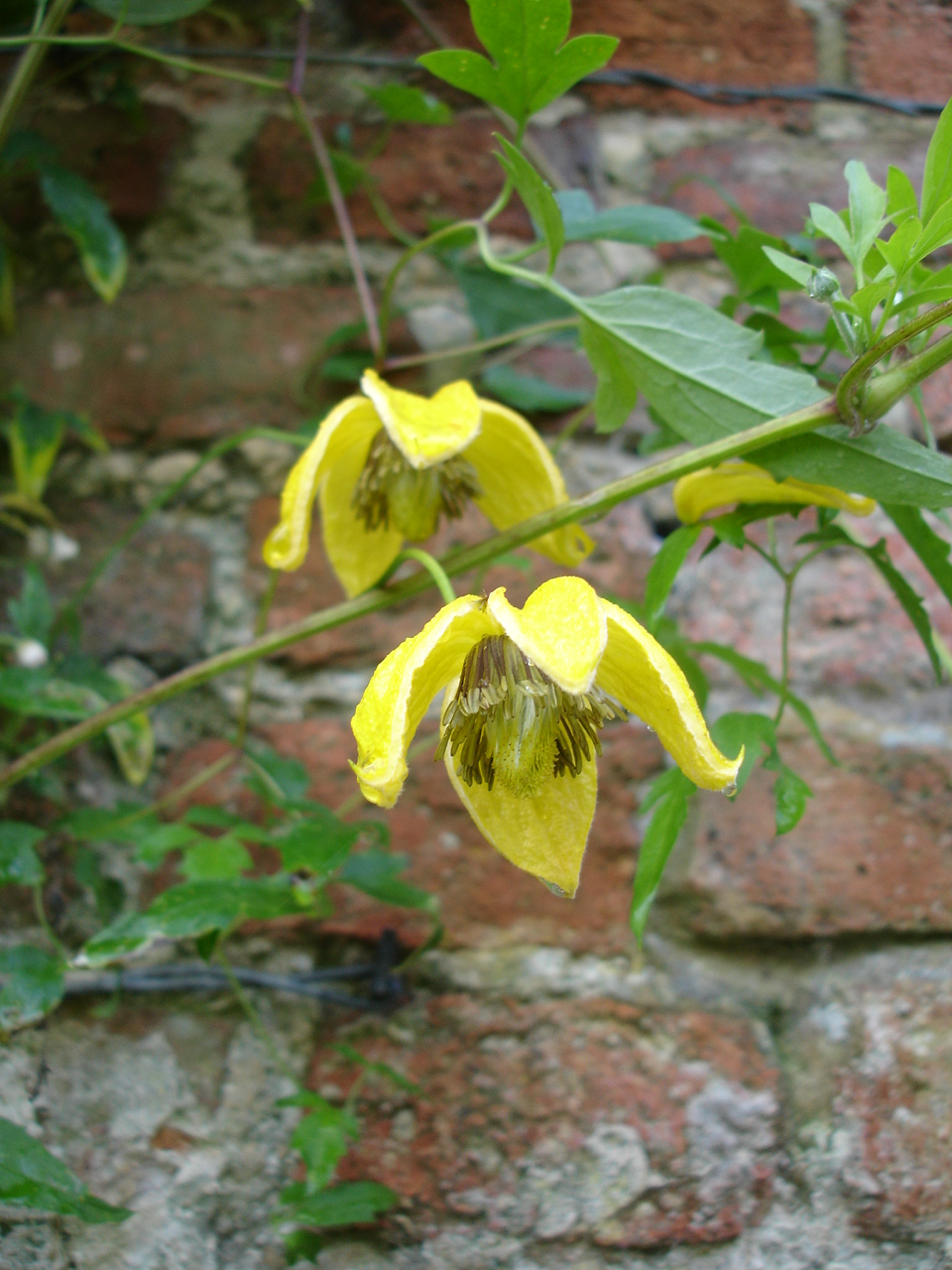
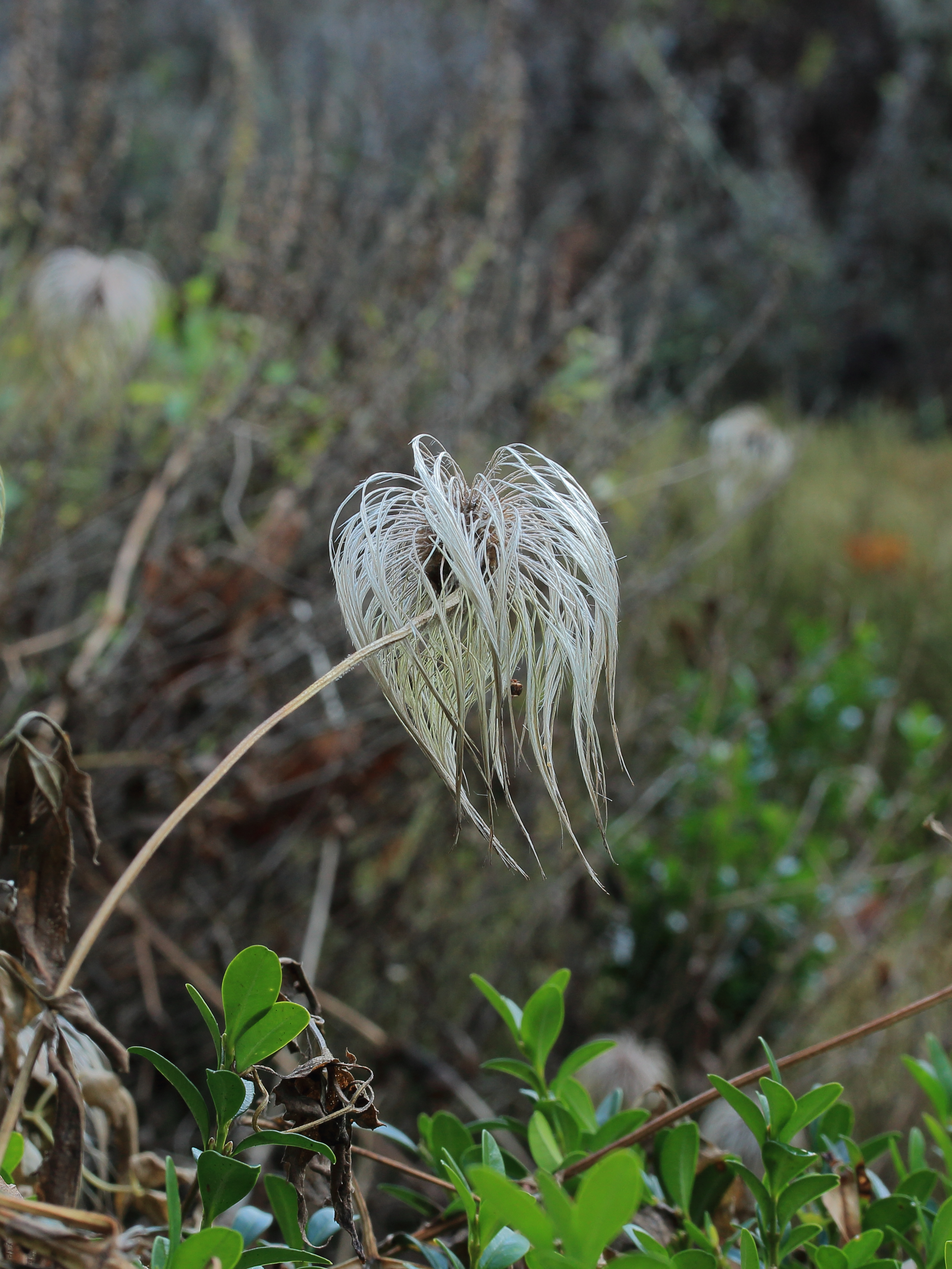
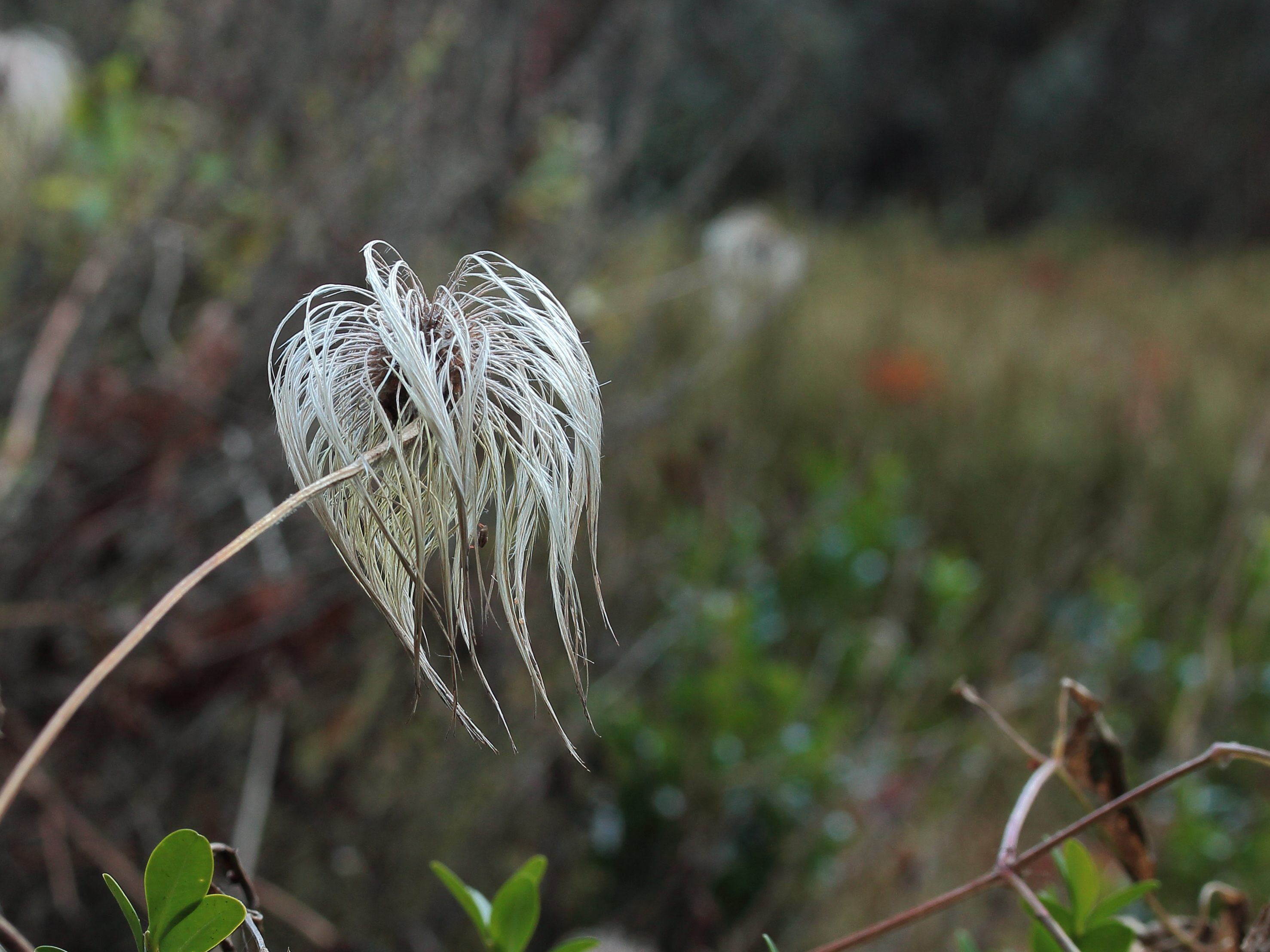
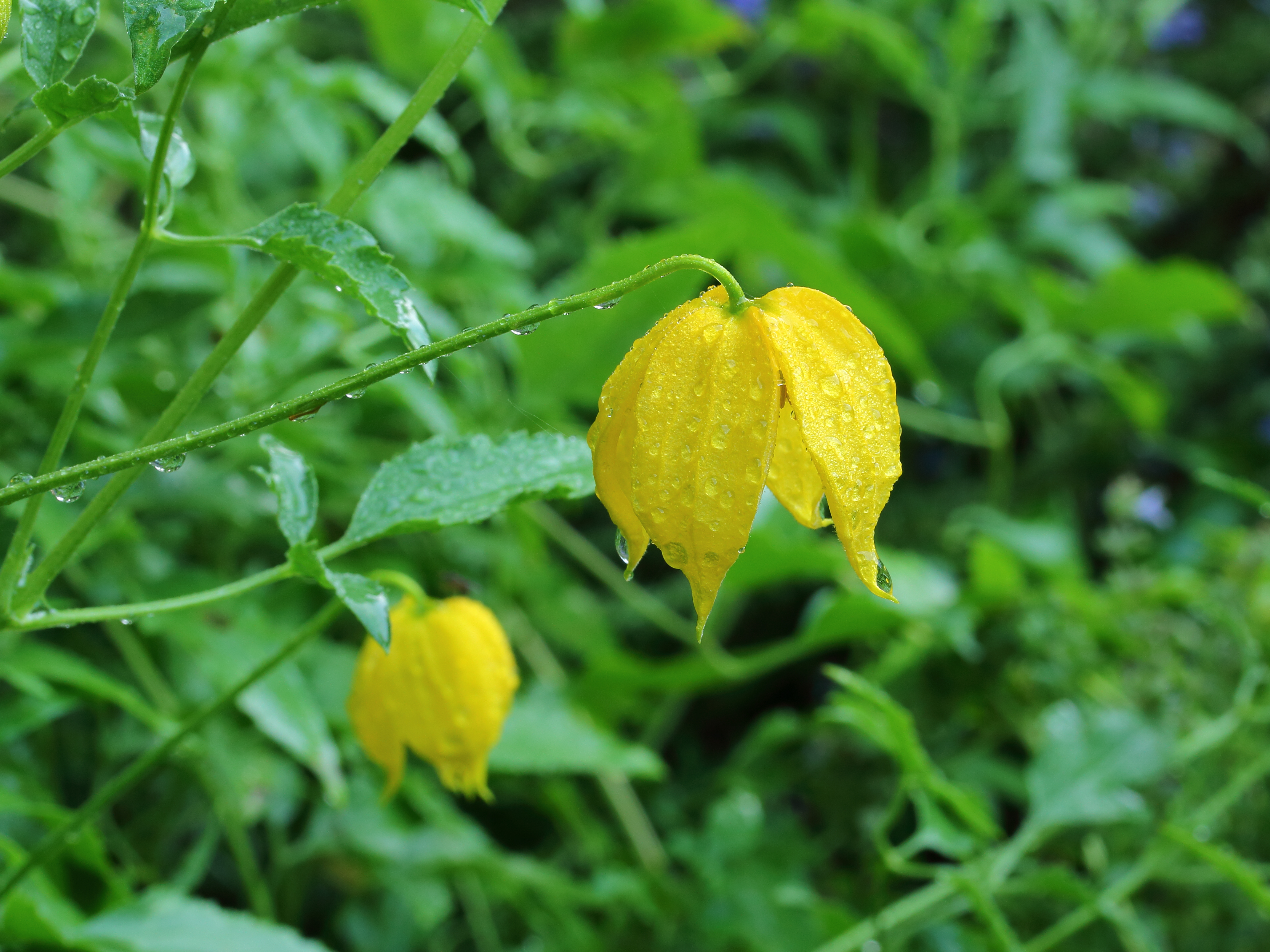